# Jeansagnière
Jeansagnière là một xã trong tỉnh Loire miền trung nước Pháp.

## Geography
The river Lignon du Forez forms all of the commune's southern border.